# Douglas Langdale
Douglas Michael Langdale, auch als Doug Langdale bekannt (* 19. August 1969 in North Hollywood), ist ein US-amerikanischer Drehbuchautor, Produzent und Schauspieler. Er ist Schöpfer der Zeichentrickserien Wochenend-Kids und Barbaren-Dave und wurde einmal für den Annie Award und zweimal für den Daytime Emmy Award nominiert. Seit dem 18. Oktober 2019 ist er mit der Produzentin und Drehbuchautorin Candie Langdale verheiratet.

## Filmographie

### Autor
- 1991: Darkwing Duck (Fernsehserie, 10 Episoden)
- 1994: Dschafars Rückkehr (The Return of Jafar)
- 1995–1996: Jim, der Regenwurm (Earthworm Jim, Fernsehserie, 21 Episoden)
- 1996: Quack Pack – Onkel D. & Die Boys! (Quack Pack, Fernsehserie, Episode 1x18)
- 1997: Captain Star (Fernsehserie, Episode 1x01)
- 1998: Pinky, Elmyra & der Brain (Pinky, Elmyra & the Brain, Fernsehserie, Episode 1x05)
- 1998–1999: The Mr. Potato Head Show (Fernsehserie, Episoden unbekannt)
- 2000: Captain Buzz Lightyear – Star Command (Fernsehserie, Episode 1x30)
- 2000–2004: Wochenend-Kids (The Weekenders, Fernsehserie, 75 Episoden)
- 2002–2003: Ozzy & Drix (Fernsehserie, 4 Episoden)
- 2002–2003: Mickys Clubhaus (House of Mouse, Fernsehserie, 2 Episoden)
- 2004–2005: Barbaren-Dave (Dave the Barbarian, Fernsehserie, 21 Episoden)
- 2005–2006: Familie X – In geheimer Mission (The X’s, Fernsehserie, 14 Episoden)
- 2006: Es war k’einmal im Märchenland (Happily N’Ever After)
- 2007–2008: El Tigre: Die Abenteuer des Manny Rivera (El Tigre: The Adventures of Manny Rivera, Fernsehserie, 26 Episoden)
- 2011: The Looney Tunes Show (Fernsehserie, Episode 1x07)
- 2011: Scooby-Doo! und die Legende des Phantosauriers (Scooby-Doo! Legend of the Phantosaur)
- 2011–2016: Kung Fu Panda – Legenden mit Fell und Fu (Kung Fu Panda: Legends of Awesomeness, Fernsehserie, 24 Episoden)
- 2012: Scooby-Doo und die Werwölfe (Big Top Scooby-Doo!)
- 2013: Scooby-Doo! Lampenfieber (Scooby-Doo! Stage Fright)
- 2014: Manolo und das Buch des Lebens (The Book of Life)
- 2014: Teenage Mutant Ninja Turtles (Fernsehserie, 4 Episoden)
- 2015: Guardianes de Oz
- 2015: Scooby-Doo und das Strandmonster (Scooby-Doo! and the Beach Beastie)
- 2015: Don Gato: El Inicio de la Pandilla
- 2015–2018: Der gestiefelte Kater – Abenteuer in San Lorenzo (The Adventures of Puss in Boots, Fernsehserie, 9 Episoden)
- 2016: Super Macho Fighter (Fernsehfilm)
- 2017: Scooby-Doo! im Wilden Westen (Scooby-Doo! Shaggy’s Showdown)
- 2017: Puss in Book: Trapped in an Epic Tale (Kurzfilm)
- 2018: Zafari (Fernsehserie, 12 Episoden)
- 2019: Vampirina (Fernsehserie, Episode Dia de los Muertos)
- 2020: Bolo Fest: El desfile navideño de Liverpool (Fernsehspecial)
- 2020–2021: Cleopatra in Space (Fernsehserie, 26 Episoden)
- 2021: D’Artagnan und die 3 MuskeTiere (D’Artacán y los tres mosqueperros)
- 2021: Eine dunkle & grimmige Geschichte (A Tale Dark & Grimm, Fernsehserie, 2 Episoden)
- 2021: Maya und die Drei (Maya and the Three, Miniserie, 3 Episoden)
- 2021: Bolo Fest: El desfile navideño de Liverpool 2021 (Fernsehspecial)
- 2022: Samurai Rabbit: Die Usagi-Chroniken (Samurai Rabbit: The Usagi Chronicles, Fernsehserie, 20 Episoden)
- 2022: Bolo Fest: El desfile navideño de Liverpool 2022 (Fernsehspecial)

### Ausführender Produzent
- 1996: Project G.e.e.K.e.R. (Fernsehserie, 13 Episoden)
- 2000–2004: Wochenend-Kids (The Weekenders, Fernsehserie, 71 Episoden)
- 2004–2005: Barbaren-Dave (Dave the Barbarian, Fernsehserie, 20 Episoden)
- 2015–2017: Der gestiefelte Kater – Abenteuer in San Lorenzo (The Adventures of Puss in Boots, Fernsehserie, 65 Episoden)
- 2017: Puss in Book: Trapped in an Epic Tale (Kurzfilm)
- 2020: Cleopatra in Space (Fernsehserie, 19 Episoden)
- 2021: Eine dunkle & grimmige Geschichte (A Tale Dark & Grimm, Fernsehserie, 10 Episoden)
- 2021: Maya und die Drei (Maya and the Three, Miniserie, 9 Episoden)
- 2022: Teen Titans gehen! & DC Super Hero Girls: Chaos im Multiversum (Teen Titans Go! & DC Super Hero Girls: Mayhem in the Multiverse)
- 2022: Samurai Rabbit: Die Usagi-Chroniken (Samurai Rabbit: The Usagi Chronicles, Fernsehserie, 20 Episoden)

### Schauspieler
- 1998: Falling
- 2000: Mothman